# Бжегі (Татранський повіт)
Бжегі (пол. Brzegi) — село в Польщі, у гміні Буковина-Татшанська Татранського повіту Малопольського воєводства.
Населення — 776 осіб (2011).
У 1975-1998 роках село належало до Новосондецького воєводства.

## Демографія
Демографічна структура станом на 31 березня 2011 року:
|          | Загалом | Допрацездатний вік | Працездатний вік | Постпрацездатний вік |
| -------- | ------- | ------------------ | ---------------- | -------------------- |
| Чоловіки | 383     | 101                | 252              | 30                   |
| Жінки    | 393     | 91                 | 221              | 81                   |
| Разом    | 776     | 192                | 473              | 111                  |